# 山西竹葉青酒今晚阿Sir請食飯廣告
山西竹葉青酒「今晚阿Sir請食飯」廣告，是竹葉青酒品牌「山西竹葉青酒」在香港推出的一個電視廣告，於1977年首播。其中「今晚阿Sir請食飯」等對白深入民心。

## 背景
此品牌為汾酒集團旗下，是山西省具代表性的品牌及出口產品之一。它在香港銷售可追溯至1957年，亦有指在香港刊登廣告可追溯至1954年，在1970年代也是香港市場上的主要中國內地酒類品牌之一。據1979年的報道，當時的香港代理商是中國酒業貿易有限公司。

## 廣告內容
在建築工地中，一名工人宣佈：「喂，今晚阿Sir請食飯呀！」（外籍主管今夜宴請大家吃飯）。宴席中外籍主管以口音濃烈的粵語請大家：「隨便坐。」侍應問主管要點什麼酒，外籍主管點了「山西竹葉青」。接着旁白介紹了該酒及新式瓶裝。外籍主管倒了滿滿一杯竹葉青酒，舉杯說：「你精我都精，飲杯竹葉青。」眾人乾杯。

## 迴響
對白「今晚阿Sir請食飯」及「你精我都精，飲杯竹葉青」深入民心，多年後亦時被提起或借用。
1990年代軟硬天師的歌曲《老人院》包含了不少各年代的流行元素，其中一段讀白採用了此廣告對白「今晚阿Sir請食飯」及「隨便坐」。
約2000年，香港電訊商SUNDAY曾推出一個廣告，是對此廣告進行戲仿。
- 歷經四十多年，2024年香港巴士車身上的竹葉青酒廣告，仍沿用「你精我都精，飲杯竹葉青」為標語。

## 備註
1. ↑  廣告沒有官方名稱或受公認的命名，有廣告研究著作稱為〈阿Sir篇〉。[1]
2. ↑  在1979年亦有報道指轉用新式瓶裝及保存時間更久的封瓶技術。[6][9]